# CIB pdf brewer
CIB pdf brewer是一款由 CIB software GmbH 公司开发的应用程序，用于在Windows操作系统下从任意应用程序创建，编辑和组装 PDF 文档。

## 功能描述
该应用程序将自身安装为打印机驱动程序，并与Microsoft Office 2007中Microsoft Office工具栏中的按钮集成在一起，或者可以集成到开始或上下文菜单中以将文档转换为PDF，无需启动应用程序即可进行转换。
在免费版本中，该软件提供以下功能：优化PDF文件大小，合并多个PDF文档以及通过混合PDF输出格式使用Microsoft Word对PDF文档进行无损处理。
此外， 该软件还有插入书签和数字水印，信纸功能; 可以手动设置图像分辨率和手动设置压缩率; 支持长期归档和无障碍PDF文档的输出格式PDF / A。 支持生成ZUGFeRD标准1.0和2.1的电子发票。

## 分布/应用领域
根据CIB软件公司的信息，CIB pdf brewer在主要客户（银行，保险公司，州警察局，公共管理部门和工业公司）以及个人用户出售了超过150万个许可证。

## 历史
最初，CIB pdf brewer的开发是CIB软件公司用户方案CIB CoMod(文档生命周期管理)的一部分。由于市场对可集成到Microsoft Office应用程序中的PDF转换器的需求增加，自2003年以来，该软件已独立销售和开发。
版本1.0打印机驱动程序是32位版本，第一版于2003年发布，它是针对Windows NT4、2000，XP，Server 2003操作系统设计的。当前版本3.0.23是64位版本，并且获得了Microsoft（ WHQL）的Windows 7/8/10认证。

## 系统要求
支持的操作系統:
- Windows Server 2008 - 32 bit and 64 bit
- Windows 7 - 32 bit and 64 bit
- Windows 8 - 32 bit and 64 bit
- Windows 10 - 32 bit and 64 bit

## 荣誉
Review of CIB pdf brewer on trishtech. 

在类别PDF软件中，它被评为最佳PDF转换器软件-在一般PDF软件中排名第七。 